# ルネ・オリュニク
ルネ・オリュニク（Rune Olijnyk、1968年12月27日 - ）は、ノルウェー、アーケシュフース県Lørenskog出身の元スキージャンプ選手。1980年代末から1990年代初期に活躍した。

## プロフィール
1989年12月3日にスキージャンプ・ワールドカップデビュー、34位となった。
1991年ノルディックスキー世界選手権のラージヒル個人で銀メダルを獲得、団体戦では4位となった。翌1992年アルベールビルオリンピックでは団体戦7位となった。
ノルウェー選手権では個人ノーマルヒルで1990-92年まで3年連続3位、団体で1991年2位、1992年に優勝している。1991-1992シーズン終了後現役を引退した。